# Campeonato Europeo de Baloncesto Femenino de 1972
El XIII Campeonato Europeo de Baloncesto Femenino se celebró en Varna y Burgas (Bulgaria) entre el 8 y el 16 de octubre de 1972 bajo la denominación EuroBasket Femenino 1972. El evento fue organizado por la Confederación Europea de Baloncesto (FIBA Europa) y la Federación Búlgara de Baloncesto.
Un total de doce selecciones nacionales afiliadas a FIBA Europa compitieron por el título europeo, cuyo anterior portador era el equipo de la Unión Soviética, vencedor del EuroBasket 1970. 
La selección de la Unión Soviética se adjudicó la medalla de oro, la plata fue para Bulgaria y el bronce para Checoslovaquia.

## Plantilla del equipo campeón
- Unión Soviética:

Angelė Rupšienė, Zinaida Kobzeva, Raïsa Kurv'jakova, Ljudmila Kuz'mina, Tat'jana Ovečkina, Ljudmila Kuznecova, Uliana Semiónova, Nadežda Zacharova, Nelli Ferjabnikova, Lidija Guseva, Ol'ga Sucharnova, Natalja Klymova. Seleccionadora: Lidia Alekséyeva